# Saddám Husajn
Saddám Husajn Abd al-Madžíd al-Tikrítí (arabsky صدام حسين عبدالمجيد التكريتي‎, 28. dubna 1937 Al Audja u Tikrítu – 30. prosince 2006) byl iráckým prezidentem v letech 1979–2003.

## Mladá léta

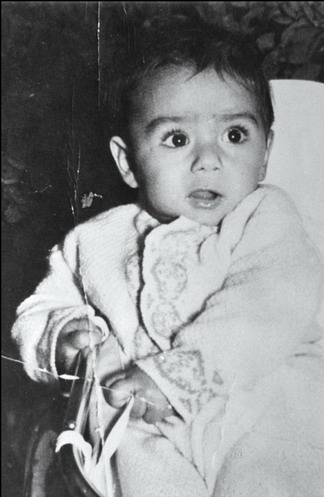
Saddám v roce 1940

Saddám Husajn se narodil 28. dubna 1937 (podle některých zdrojů – C. Couglin – až v roce 1939). Jeho otec brzy zemřel a matka Subha Tulfová se znovu vdala za Hasana al Madžída. Se svým otčímem měl Saddám nedobré vztahy. Madžíd, kterému se říkalo „lhář Hasan“, svého nevlastního syna neustále ponižoval, často jej trestal bitím klackem namočeným do asfaltu[zdroj?] a místo chození do školy ho posílal, aby pro něj kradl. Husajn tak školu začal navštěvovat až v poměrně pozdním věku, ale byl celkem schopným studentem. 
Pod vedením svého strýce Chajrulláha Tulfy, u kterého nějaký čas vyrůstal a který ho přivedl k myšlence arabského nacionalismu, navštěvoval střední školu. Po absolvování střední školy pokračoval ve studiu na právnické fakultě. Byl to spíše tichý, uzavřený chlapec se sklony k agresivitě, které u něj přetrvaly po celý život.

## Vzestup k moci

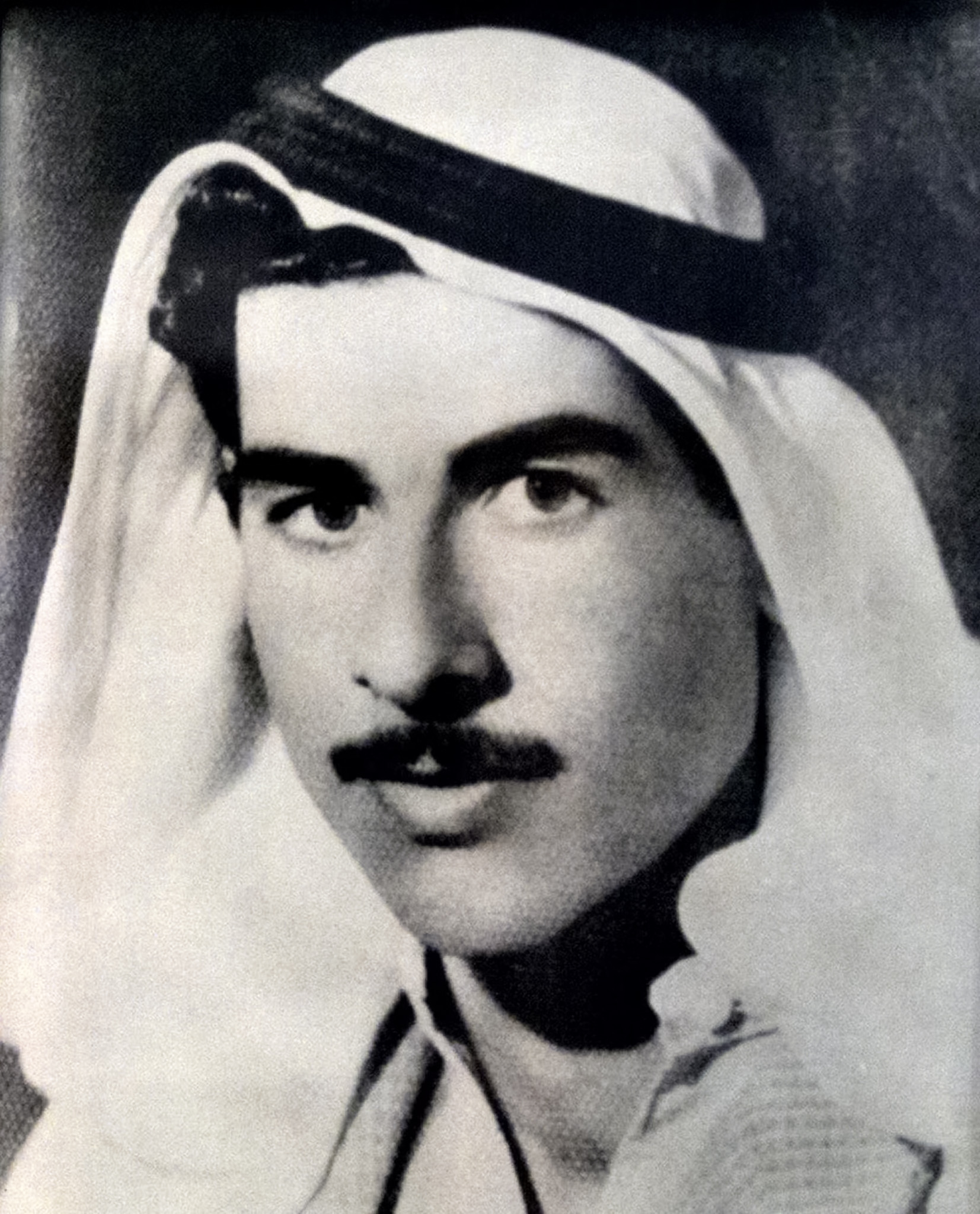
Na fotografii z roku 1956

V roce 1947 Husajn opustil matku a nevlastního otce a vrátil se do Chajrulláhova domu v Tikrítu. Začal chodit do školy. Roku 1955, když vychodil základní školu, odjel se strýcem do Bagdádu, kde začal studovat na střední škole. Bylo mu tehdy osmnáct let. Počátkem roku 1957 vstoupil ve věku dvaceti let do vysoké politiky, kam se dostal díky Arabské straně socialistické obrody Baas. V roce 1959 se podílel na neúspěšném atentátu na vůz iráckého vládce Abd al Karíma Kásima, atentát ztroskotal jeho vinou. Skupina mladých baasistů napadla Kásimův vůz, když se vracel domů z úřadu, a zblízka zahájili palbu. Husajn byl zraněn a o vlásek unikl smrti. Z nemocničního lůžka Kásim nařídil celostátní boj proti straně Baas.
Husajn poté musel uprchnout do syrského exilu, kde navázal přátelské styky s vůdčí osobností baasistického hnutí Michelem Aflakem, a posléze se přesunul do Egypta, kde pod ochranou Násirova režimu studoval práva. V roce 1963 se podílel na úspěšném puči proti Kásimovi, který poprvé vynesl stranu Baas k moci. Baasisté však do konce roku 1963 přišli o moc vinou vnitřních rozbrojů, četní představitelé strany putovali do vězení, kam je uvrhl jejich dosavadní spojenec generál Árif. Za své krátké vlády se nechvalně proslavili represemi proti iráckým komunistům v Paláci zániku, na kterých se podílel i pozdější šéf irácké bezpečnosti Saddám Husajn.
Husajn musel opustit Irák a roku 1960 odjel do Káhiry. Když mu bylo čtyřiadvacet let, absolvoval konečně v Káhiře střední školu. Během pobytu v Egyptě se rozhodl, že se ožení se svou sestřenicí Sadžídou Talfovou, a když se v roce 1963 po třech letech v Egyptě vrátil do Iráku, také tak učinil. O rok později se narodilo jejich první dítě Udaj a později měli ještě jednoho syna Kusaje a dcery Raghdu, Rinu a Hálu.

## Vláda

### 60. a 70. léta

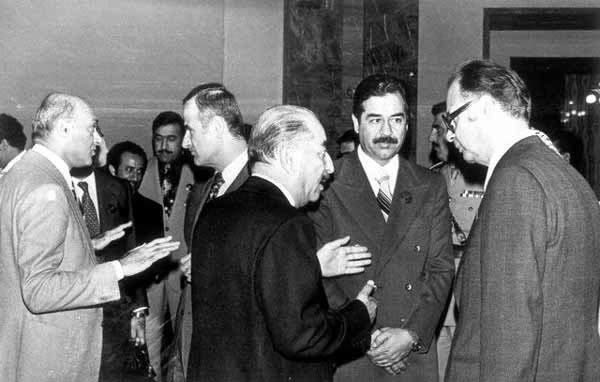
Saddám Husajn a Háfiz al-Asad na sjezdu Ligy arabských států v Baghdádu v listopadu 1978

Saddám sehrál důležitou roli při převratu 17. července 1968, při kterém se strana Baas definitivně dostala k moci. Po převratu působil jako místopředseda Rady revolučního velení; žádné další funkce nezastával, avšak velel početnému bezpečnostnímu aparátu, který se stal oporou jeho osobní moci, a postupně se stal druhým mužem ve státě se značným vlivem na prezidenta Ahmada Hasana al-Bakra. Doba, kdy byl druhým mužem Iráku, představuje jeho nejlepší dobu v politice, za deset let se mu podařilo vybudovat z Iráku moderní stát s vyvinutým průmyslem a relativně vysokou životní úrovní. [zdroj?]
Byl dáván za vzor ostatním arabským státům. [zdroj?] De facto by se dalo říci, že vládl již před oficiálním jmenováním prezidentem po vynucené rezignaci svého předchůdce generála Ahmada Hasana al-Bakra 16. července 1979.

### 80. léta

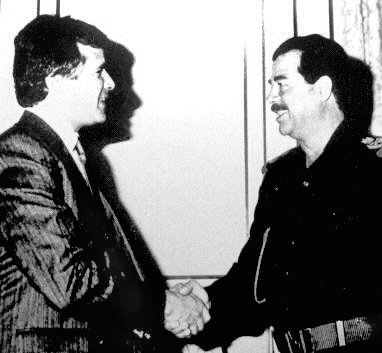
Saddám při setkání s chilským podnikatelem Carlosem Cardoenem, který během války v 80. letech poskytl Iráku zbraně

V době jeho prezidentství se kolem Saddáma v Iráku vyvinul silný kult osobnosti, takže se ve funkci udržel i přes dvě války (s Íránem a Kuvajtem, s podporou koaličních vojsk), které pro Iráčany znamenaly rapidní pokles životní úrovně a pro zbytek světa éru nestability v citlivé oblasti, na ropu bohatém regionu. Pro mnoho Arabů však představoval hrdinu bojujícího proti Západu a podporujícího Palestince. Vztah Iráku ke Spojeným státům americkým byl ovšem proměnlivý.
Dne 22. září 1980 Husajnova armáda překročila hranice s Íránem a začala íránsko-iráckou válku, která trvala bezmála devět let a obě země vedle ztrát na životech také ekonomicky vyčerpala. Husajn odůvodňoval napadení Íránu obavou ze šíření islámské revoluce, kterou prosazoval Rúholláh Chomejní. Chomejní v jedné ze svých knih o islámské revoluci Valayaté-Faghih napsal: „Svatá válka znamená dobývání nemuslimských území. Je možné, že bude vyhlášena islámskou vládou hodnou tohoto názvu pod řízením či vedením imáma. Bude povinností každého plnoletého a zdravého muže dobrovolně vstoupit do této války, jejímž cílem je nastolení islámského práva z jednoho konce zeměkoule na druhý.“ Vzhledem k obavě o rozšíření islámské revoluce Spojené státy americké na začátku 80. let stály v konfliktu na straně Iráku, což stvrdil vyslanec a pozdější ministr obrany Donald Rumsfeld devadesátiminutovou návštěvou Bagdádu, kde se se Saddámem osobně setkal a diskutoval o diplomatickém i obchodním utužení vztahů mezi oběma zeměmi.
Během války se proti Saddámovi odehrálo několik povstání. V červenci 1982 povstalo v Dudžajlu, tj. cca osmdesát kilometrů severně od hlavního města, komando Šíitů, kteří se pokusili i o atentát. Saddám ale jejich povstání tvrdě potlačil a po vlnách zatýkání a zmanipulovaných procesech, takzvaném masakru v Dudžajlu, bylo výsledkem 148 mrtvých a stovky mučených. 
V roce 1982 byl Husajnův Irák vyňat ze seznamu teroristických zemí, takže mu – v té době spojenecké – Spojené státy americké mohly posílat materiální a vojenskou podporu. Druhou skupinou, která se Husajnovi během irácko-íránské války postavila (a měla se postavit na stranu Íránu), byli Kurdové, v oblasti kolem Halabdžu na severozápadě země. Ti se dočkali podobně krutého osudu mezi lety 1987–1988 při tzv. Operaci Anfál, ovšem v mnohem větším měřítku. Počet obětí se odhaduje na 180 tisíc, i proto, že byly mj. použity chemické zbraně a pravděpodobně nervové plyny. Z těchto zločinů – a v druhém případě genocidy – byl spolu s několika dalšími zodpovědnými Saddám Husajn souzen až po svém dopadení v roce 2003.

### 90. léta
Náklady na zbrojení do irácko-íránské války Saddámův Irák prakticky zruinovaly. Navíc rada OPECu v té době schválila pro své členy těžební limity a spolu s tím i možnost, jak si na splacení půjček vydělat. Husajn dlužil celkem několik desítek miliard okolním zemím, Saúdské Arábii a Kuvajtu, u kterého nabyl dojmu, že mu šikmými vrty odčerpává ropu z pole Rumajlá ležícím na hranicích obou zemí. 
Dne 2. srpna 1990 na Kuvajt zaútočil, čímž zažehl první válku v Zálivu. Na rozdíl od té irácko-íránské se proti němu brzy zformovala pod mandátem OSN koalice 28 států v čele se Spojenými státy americkými a během několika měsíců se jim podařilo osvobodit Kuvajt a zničit téměř celou iráckou armádu. Pro Irák následovaly přísné ekonomické sankce, které se na zemi silně podepsaly.
V průběhu 90. let 20. století se v rámci propagandy dříve velmi sekulární politik začal výrazně přiklánět k islámu. Americký vyjednavač a tzv. „ekonomický hitman“ John Perkins tvrdil, že se Saddámem lidi jako on v průběhu 80. a 90. let, kdy Irák čelil velkým ekonomickým sankcím, vyjednávali o přijetí velkých (pro Irák ne zcela výhodných) půjček od mezinárodních finančních institucí, ale Husajn vždy odmítl. V roce 1997 Saddám přikázal vyhostit ze země inspektory z Mezinárodní agentury pro atomovou energii.
V roce 1991 Irák zaútočil na Izrael a vypálil na Izrael 39 raket Scud. Zemřeli dva lidé a přes 300 jich bylo raněno. Vysocí důstojníci Spojených států uvedli, že Saddám Husajn má kapacity na to, odpálit proti Izraeli další rakety Scud s chemickými hlavicemi.

### Po roce 2000
Problémy odzbrojení Iráku přerostl v krizi v průběhu roku 2002, když prezident Spojených států amerických George W. Bush začal požadovat, aby Irák ukončil produkci zbraní hromadného ničení a splnil rezoluce RB OSN, které zbrojním inspektorům garantovaly neomezený přístup do míst, kde mohla být umístěna zařízení pro výrobu zbraní hromadného ničení. Iráku bylo po Válce v Zálivu rezolucemi RB OSN zakázáno tyto zbraně vlastnit. Rezoluce také vyžadovaly, aby Irák povolil inspekce, které měly prokázat, zda jsou rezoluce plněny. Prezident Clinton i Bush opakovaně hrozili úderem, pokud se Irák nepodvolí rezolucím a nevpustí do země inspektory nebo jim neumožní návrat, poté co inspektory opakovaně vykázal.

## Sesazení a poprava

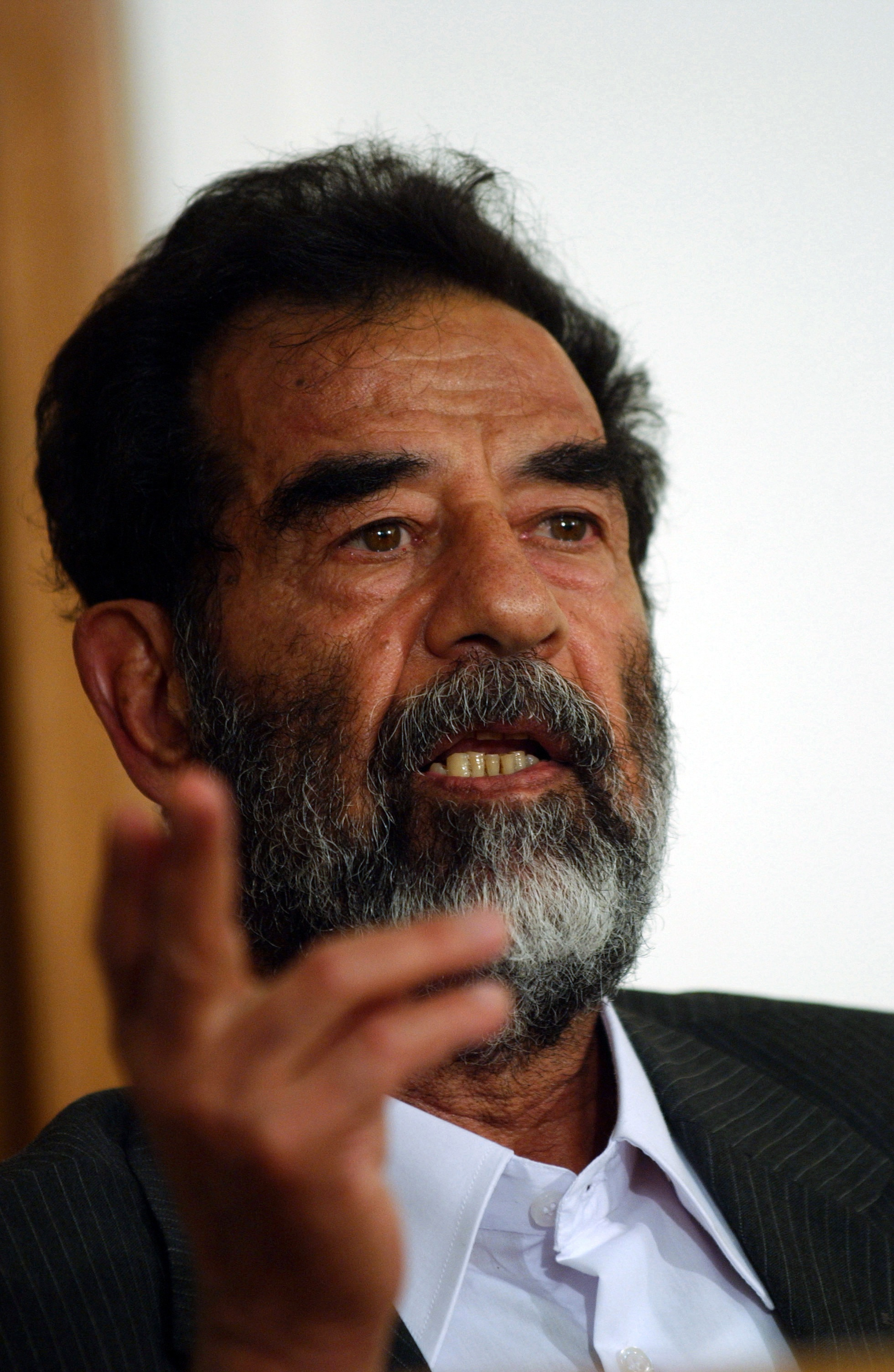
Saddám Husajn během svého procesu

V průběhu invaze do Iráku vedené v roce 2003 Spojenými státy byl Saddám zbaven moci a označen za válečného zločince. 13. prosince 2003 byl zajat a zodpovídal se za zločiny genocidy, vraždy a mučení civilistů před soudem. První oficiální obvinění vůči němu bylo vzneseno 18. července 2005. Veškerá obvinění popíral, prohlašoval soud za zmanipulovaný ze strany USA.
Dne 7. července 2006 napsal dopis, který adresoval Američanům a ve kterém – podle svých slov – kromě jiného popisoval skutečné důvody k invazi. Saddám Husajn se u soudu hájil sám. Dne 5. listopadu 2006 byl shledán vinným a odsouzen k trestu smrti oběšením. Podle iráckého práva následovalo po uložení trestu smrti automaticky odvolání ve lhůtě třiceti dní, přičemž odvolací soud trest smrti 26. prosince 2006 potvrdil. Rozsudek trestu smrti oběšením byl vykonán dne 30. prosince 2006 při východu slunce. Dne 31. prosince byl pohřben v rodném Tikrítu.

## Vyznamenání
- velkokříž Řádu Isabely Katolické – Španělsko, 1974
- velkokříž s řetězem Řádu za občanské zásluhy – Španělsko, 1978
- velkohvězda Řádu jugoslávské hvězdy – Jugoslávie, 1979
- řetěz Řádu Mubáraka Velikého – Kuvajt, 25. září 1989[11]
- Řád Stará planina – Bulharsko[12]
- Řád José Martího – Kuba, 1978[13][14]